# Lisores
Lisores és un municipi francès situat al departament de Calvados i a la regió de Normandia. L'any 2007 tenia 289 habitants.

## Demografia

### Població
El 2007 la població de fet de Lisores era de 289 persones. Hi havia 103 famílies de les quals 24 eren unipersonals (12 homes vivint sols i 12 dones vivint soles), 37 parelles sense fills i 42 parelles amb fills.
La població ha evolucionat segons el següent gràfic:
Habitants censats

### Habitatges
El 2007 hi havia 176 habitatges, 108 eren l'habitatge principal de la família, 52 eren segones residències i 17 estaven desocupats. Tots els 173 habitatges eren cases. Dels 108 habitatges principals, 93 estaven ocupats pels seus propietaris i 15 estaven llogats i ocupats pels llogaters; 5 tenien dues cambres, 10 en tenien tres, 23 en tenien quatre i 70 en tenien cinc o més. 79 habitatges disposaven pel capbaix d'una plaça de pàrquing. A 54 habitatges hi havia un automòbil i a 49 n'hi havia dos o més.

### Piràmide de població
La piràmide de població per edats i sexe el 2009 era:
| Homes | Edats   | Dones |
| ----- | ------- | ----- |
| 0     | 95 o +  | 0     |
| 0     | 90 a 94 | 0     |
| 0     | 85 a 89 | 0     |
| 0     | 80 a 84 | 0     |
| 4     | 75 a 79 | 4     |
| 8     | 70 a 74 | 8     |
| 12    | 65 a 69 | 8     |
| 12    | 60 a 64 | 8     |
| 8     | 55 a 59 | 0     |
| 16    | 50 a 54 | 20    |
| 4     | 45 a 49 | 4     |
| 0     | 40 a 44 | 4     |
| 8     | 35 a 39 | 12    |
| 16    | 30 a 34 | 12    |
| 12    | 25 a 29 | 4     |
| 8     | 20 a 24 | 4     |
| 8     | 15 a 19 | 4     |
| 0     | 10 a 14 | 4     |
| 12    | 5 a 9   | 8     |
| 12    | 0 a 4   | 12    |

## Economia
El 2007 la població en edat de treballar era de 184 persones, 126 eren actives i 58 eren inactives. De les 126 persones actives 113 estaven ocupades (58 homes i 55 dones) i 13 estaven aturades (8 homes i 5 dones). De les 58 persones inactives 16 estaven jubilades, 19 estaven estudiant i 23 estaven classificades com a «altres inactius».

### Ingressos
El 2009 a Lisores hi havia 123 unitats fiscals que integraven 315 persones, la mediana anual d'ingressos fiscals per persona era de 16.308 €.

### Activitats econòmiques
Dels 11 establiments que hi havia el 2007, 1 era d'una empresa de fabricació d'altres productes industrials, 4 d'empreses de construcció, 2 d'empreses de comerç i reparació d'automòbils, 1 d'una empresa de transport, 1 d'una empresa de serveis i 2 d'entitats de l'administració pública.
Dels 4 establiments de servei als particulars que hi havia el 2009, 2 eren paletes i 2 guixaires pintors.
L'any 2000 a Lisores hi havia 21 explotacions agrícoles que ocupaven un total de 605 hectàrees.

## Poblacions més properes
El següent diagrama mostra les poblacions més properes.

## Persones
- Henri Laniel (1857-1936), diputat del Calvados durant la Tercera República Francesa
- Joseph Laniel (1889-1975) polític i President del Consell de Ministres de la Quarta República (1953-1954)